# Formión (general)
Formión, hijo de Asopio, fue un estratego y almirante ateniense antes y durante la guerra del Peloponeso, de gran talento militar y marino. Formión fue el artífice de varias victorias atenienses de 428 a. C., y fue honrado después de su muerte con una estatua en la Acrópolis y un funeral de Estado.

## Primeros mandatos
Formión aparece en la historia en 440 a. C., año en que compartió con Pericles, Hagnón, y otros el mando de la flota ateniense en la última parte de la Guerra de Samos. En 432 a. C., mandó una fuerza de 1600 hoplitas enviados para ayudar en el asedio de Potidea. Formión avanzó lentamente con sus hombres a la vez que arrasaba el territorio, al no salir los potideatas a presentarle batalla, construyó un contramuro frente a la muralla del lado de Palene, para completar el bloqueo de Potidea. Después de que Potidea fue firmemente sitiada, Formión llevó a sus hombres a una campaña victoriosa contra los enemigos de Atenas en Calcídica, y el siguiente año dirigió otra vez un ejército que atacó a los calcídicos, junto con Pérdicas II, rey de Macedonia.

## Naupacto
En el invierno de 430/429 a. C., Formión fue enviado al golfo de Corinto como comandante de una flota de 20 trirremes; estableciendo su base en Naupacto, Formión bloqueó la navegación corintia.
En el verano de 429 a. C., sin embargo, Esparta comenzó a preparar una considerable flota y un ejército para atacar a los aliados de Atenas en la región, esperando invadir Acarnania por tierra, capturar las islas de Zante y Cefalonia (islas aliadas de Atenas), y posiblemente tomar Naupacto. Formión fue avisado de los planes concernientes a los acarnienses, pero no quería dejar a Naupacto desprotegida. Cuando la flota peloponesia comenzó a desplazarse hacia el sur del golfo de Corinto y conseguir cruzar hasta Acarnania, los atenienses se desplazaron a lo largo de la parte norte y la atacaron una vez había pasado del golfo a mar abierto e intentaba cruzar del sur al norte.
En la subsiguiente batalla de Patras, Formión utilizó una única y heterodoxa táctica. Los peloponesios, a pesar de su superioridad numérica (tenían 47 barcos frente a 20 de los atenienses, aunque muchos de sus barcos fueron cargados con infantería pesada) apretaron sus barcos en un círculo defensivo, con las proas hacia fuera. Formión con los barcos en círculo rodeando a la flota peloponesia, apretó el círculo. La táctica era peligrosa, dejó los flancos de los atenienses totalmente vulnerables, pero valió la pena cuando se desató un fuerte viento y provocó que las inexpertas tripulaciones de las naves rodeadas enredaran sus remos. En este momento de confusión, los atenienses se precipitaron sobre la otra flota y apresaron 12 barcos.
En la batalla de Naupacto muy poco después de ésta, Formión y su pequeña fuerza triunfaron sobre una gran flota peloponesia de 77 barcos. Se dirigió a las estrechas aguas del golfo de Corinto para proteger a Naupacto, pero 11 barcos atenienses que eran perseguidos fueron capaces de dar la vuelta y derrotar a la superior fuerza que se les oponía. Esta victoria preservó la supremacía naval ateniense en el golfo y terminó con los intentos desafiantes de los peloponesios durante este periodo de la guerra.

## Legado
Tras una campaña terrestre en 428 a. C. en Acarnania, Formión ya no vuelve a aparecer en las fuentes como comandante. En pocos años de actividad, había dejado una profunda huella en el curso de la guerra del Peloponeso. Una derrota ateniense en el golfo de Corinto en 429/8 a. C. habría supuesto un golpe devastador para la influencia ateniense en el noreste griego, y para la reputación de invencibilidad naval. Tras su muerte conmemoraron sus servicios erigiéndole una estatua y enterrando su cuerpo en el cementerio estatal.
El hijo de Formión, llamado Asopio como su abuelo, fue también comandante naval durante una expedición en la guerra.